# Gereformeerde kerk (Drimmelen)
De Gereformeerde kerk is een voormalig gereformeerd kerkgebouw in de Noord-Brabantse plaats Drimmelen, gelegen aan Batterij 16.

## Geschiedenis
De gereformeerden van Drimmelen kwamen van 1898-1909 bijeen in een woning aan de Dorpsstraat en vervolgens in een ruimte aan Weitjes 13. In 1935 betrokken zij een eigen kerkgebouw wat een bakstenen schuurkerk was onder zadeldak en met spitsboogvensters. In 1996 werd de kerk buiten gebruik gesteld en vervolgens omgebouwd tot woonhuis.